# Ulises Cardona
Ulises Israel Cardona Carrillo, noto semplicemente come Ulises Cardona (Guadalajara, 13 novembre 1998), è un calciatore messicano, attaccante del Tepatitlán.

## Caratteristiche tecniche
È un'ala sinistra.

## Carriera
Cresciuto nel settore giovanile del Guadalajara, nel 2017 è stato acquistato dall'Atlas. Ha esordito in prima squadra il 13 settembre 2017 disputando l'incontro di Copa México vinto 2-1 contro il Potros UAEM.